# Jasem Bahman
Jasem Bahman (15 febbraio 1958) è un ex calciatore kuwaitiano, di ruolo portiere.

## Carriera

### Nazionale
Con la nazionale kuwaitiana ha vinto la Coppa d'Asia 1980 ed ha partecipato ai Mondiali del 1982.